# Stamos Semsis
Stamos Semsis (griechisch Στάμος Σέμσης, * 1964 in Athen) ist ein griechischer Violinist, Bratschist, Komponist und Texter.
Er stammt aus einer Musikerfamilie, deren Wurzeln bis ins 19. Jahrhundert reichen. Sein Großvater Dimitris Semsis (Salonikios) und sein Vater Michalis Semsis waren Violinenspieler und sein Bruder Dimitris Semsis ist ebenfalls Violinenspieler.
Den ersten Unterricht erhielt er als Fünfjähriger von seinem Vater. In London studierte er am Royal College of Music Violine und Viola und ist Absolvent der Guildhall School of Music and Drama.
In der Elliniki Kamerata, die Anfang der 1980er Jahre von seinem Vater gegründet wurde, spielt er Viola.

## Projekte
Auch außerhalb der Klassischen Musik ist er in Erscheinung getreten und hat in unterschiedlichen Funktionen mit vielen griechischen Musikern zusammengearbeitet.
- 1986: Savina Yannatou – Zei o Vasilias Alexandros (Ζει ο βασιλιάς Αλέξανδρος) Stamos Semsis, Violine und Viola
- 1989: Cairo (Κάιρο) mit Elly Paspala
- 1990: Elly Paspala – To Nisi ton Lotofagon (Το νησί των λωτοφάγων, 1991 mit englischen Texten als Living a Lie), Lieder von Stamos Semsis und Vasilis Nikolaidis
- 1991: Tania Tsanaklidou – Nadir (Ναδίρ) mit Kompositionen von Stamos Semsis, Texte Ifigenia Giannopoulou, Lina Nikolakopoulou
- 1994: Giorgos Marinos – O Pektis (Ο παίκτης), Musik Stamos Semsis, Texte Giorgos Theofanopoulos
- 1995: Giorgos Dalaras – Stin Ellada kani kryo (Στην Ελλάδα κάνει κρύο) mit Kompositionen von Stamos Semsis und Texten von Michalis Bourboulis
- 1997: Melina Kana – Genei erotes (Γενναίοι έρωτες), mit Kompositionen von Stamos Semsis, Texte Michalis Bourboulis
- 1999: Heather Mills – VO!CE, mit Paul McCartney (Gesang + Gitarre), Stamos Semsis (Violine) und Jonathan Elvey (Piano)

Die Einnahmen der Single kamen Kriegsopfern in Jugoslawien zugute.
- 2002: Elly Paspala – Se poio theo na pistepso (Σε ποιο Θεό να Πιστέψω, Which God Should I Believe In) mit Kompositionen von Stamos Semsis

Stamatis Spanoudakis – Kai to xeres (Και τό 'ξερες)
- 2005: Giorgos Dalaras – Sta tragoudia pou sou grafo (Στα τραούδια που σου γράφω), Texte von Stamos Semsis und Andonis Bardis

Zu Kurzfilmen von Kostas Macheras hat er die Musik komponiert.
- 1995: Mikres meres (Μικρές μέρες)
- 1997: Kairos itan (Καιρός ήταν)
- 1998: Chips (Τσιπς)